# Malice in Wonderland (película de 2009)
Malice In Wonderland es una película de 2009  de fantasía y aventura dirigida por Simon Fellows y escrita por Rayson Rothwell. Está basada en Alice's Adventures in Wonderland.
La película fue lanzada en DVD en Reino Unido el 8 de febrero de 2010.

## Trama
Una toma moderna de un clásico cuento de hadas, Alicia en el País de las Maravillas, en el noreste de Inglaterra.

## Elenco
- Maggie Grace como Alice.
- Danny Dyer como Whitey.
- Nathaniel Parker como Harry Hunt.
- Matt King como Gonzo.
- Pam Ferris como The Dutchess.
- Bronagh Gallagher como Hattie.
- Anthony Higgins como Rex.
- Paul Kaye como Caterpillar.
- Gary Beadle como Felix Chester.
- Jeronimo Rodriguez como el bebé lindo.
- Dayana Herrera como la dormida.
- Nicolle Guarín como la bella.